# فرانك ميلول
ولد فرانك ميلول في 2 يوليو 1973 في فريبورغ، سويسرا. شخصية إعلامية مختصة في الشؤون الخارجية، شغل ميلول منصب مستشار للاتصالات لرئيس الوزراء الفرنسي السابق دومينيك دو فيلبان، وكذلك مدير الاستراتيجية والبحوث وتطوير الأعمال الدولية في فراتس ميديا موند (المعروفة سابقا باسم Audiovisuel extérieur de la France)، وهي شركة قابضة دولية تضم القناة الإخبارية التلفزيونية فرانس 24 وراديو فرنسا الدولي، ومونت كارلو الدولية وتمتلك الشركة أيضًا حصة 12.5٪ في شبكة الأخبار والترفيه تي في 5 موند. منذ عام 2013، يدير ميلول القناة الإخبارية الدولية i24NEWS ومقرها إسرائيل

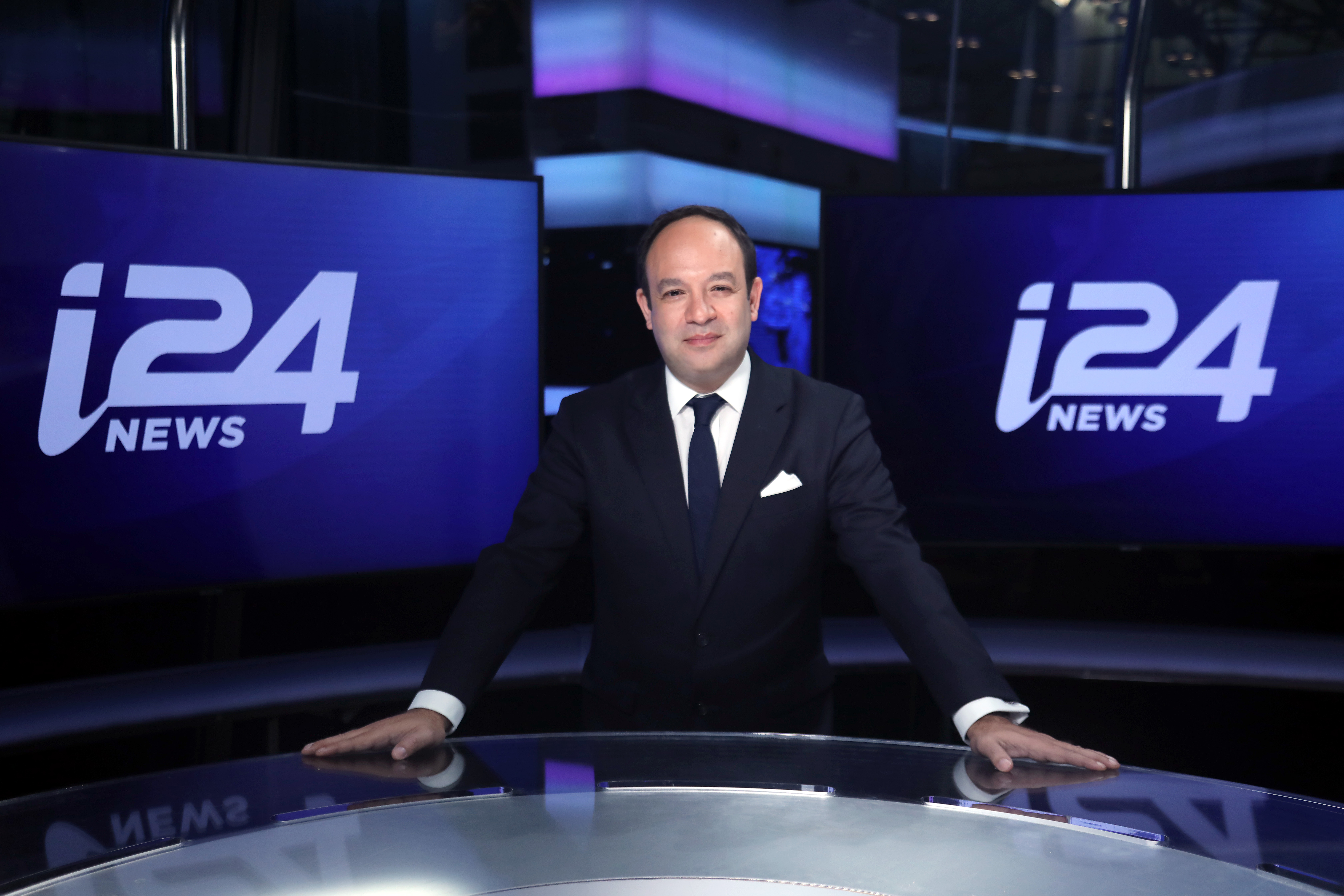
تاريخ الميلاد : 2 يوليو 1973 (جيل 48 عاما) المنصب : فرانك ملول ، الرئيس التنفيذي لـشبكة i24NEWS

## التعليم
درس ميلول القانون الدولي وحصل على إجازة في العلاقات الدولية من المعهد العالي للدراسات الدولية في جنيف عام 1999. حصل لاحقًا على درجة الماجستير في العلاقات الدولية من المدارس العليا للدراسات الدولية والسياسة (EHEI) في عام 2000، وماجستير في التفاوض من جامعة باريس الجنوبية (2001) وأصبح مدقق حسابات في المدرسة العسكرية.

## السياسة
بعد الانتهاء من دراسته، التحق ميلول بوزارة الشؤون الخارجية والأوروبية الفرنسية في عام 2001 كمدير بعثة لمدير الشؤون الاستراتيجية والأمن ونزع السلاح. عمل دبلوماسيًا في ملف «إدارة الأزمات وسياسات الأمن والدفاع الأوروبية». ثم تم تعيينه مديرًا للاتصالات والعلاقات الصحفية في وزارة الشؤون الأوروبية، تحت قيادة نويل لينوار (2002-2003). [1] عمل لاحقًا كنائب المتحدث الرسمي في Quai d'Orsay من 2003 إلى 2004 وكان مسؤولاً عن الشؤون الاستراتيجية والأمن ونزع السلاح والإرهاب والشرق الأوسط وشمال إفريقيا والأمم المتحدة خلال أزمة العراق. في أبريل 2004، تم تعيين ميلول مستشارًا للصحافة والاتصالات في وزارة الداخلية والأمن الداخلي والحريات المحلية لدومينيك دو فيلبان، مع التركيز بشكل خاص على القضايا الدولية والحرب ضد الإرهاب. بعد ذلك، تم تعيينه مستشارًا لرئيس الوزراء ومسؤولًا عن الاتصالات والعلاقات الإعلامية من سنة 2005 حتى سنة 2007. [2] من آذار 2009 إلى حزيران 2009، شارك ميلول في مفاوضات AfPak (أفغانستان - باكستان) في وزارة الخارجية والشؤون الأوروبية كمستشار للممثل الخاص لأفغانستان وباكستان، بيير لالوش. ثم تم تعيينه رئيسًا لموظفي وزير الدولة للشؤون الأوروبية من حزيران حتى آب 2009 من أجل تنفيذ خارطة طريق اللجنة. [3]  في حزيران 2010، كلف الأمين العام لحزب الاتحاد UMP اكسفير بيرتاند، ميلول بمهمة توسيع نفوذ فرنسا على الساحة الدولية. في تقرير قدمه في 12 تشرين الأول 2010، [4] اقترح ميلول عددًا من التوصيات لتحسين الموقف الدبلوماسي للبلاد. [5]

## التلفزيون
شغل ميلول منصب مدير التنمية الاستراتيجية والدولية في القناة الإخبارية التلفزيونية فرانس 24 من آيار 2007 إلى حزيران 2008، قبل أن يصبح مديرًا للاستراتيجيات والتنمية والشؤون العامة في شركة فرانس ميديا موند القابضة في تموز 2008 [6] ثم تم تعيينه في شباط 2012 كرئيس قسم الإستراتيجيات والبحوث وتطوير الأعمال الدولية. واصل المساهمة في هذا الأخير فيما يتعلق بالتفكير الاستراتيجي حول تأثير وسائل الإعلام الفرنسية الدولية مع آلان دي بوزيلاك، الرئيس التنفيذي السابق لـفراتس ميديا موند. قام ميلول أيضًا بإنشاء شبكة من «الاستراتيجيين» - شخصيات إعلامية دولية تجتمع بانتظام مع هيئة الإذاعة البريطانية BBC، دويتشه فيله مجلس البث الإذاعي والاستراتيجي وإذاعة هولندا العالمية. [7]
في 22 آب 2012 كان مرشحًا لمنصب الرئاسة في فرانس ميديا موند[8] مع وكالة الفضاء الكندية CSA بعد تقاعد آلان دي بوزيلاك، ولكن تمت الموافقة في النهاية على ترشيح ماري- كريستين ساراغوسي.
ميلول هو الرئيس التنفيذي[9] في القناة الإخبارية الإسرائيلية الدولية i24NEWS [10] التي بدأت البث في تموز 2013 باللغات الإنجليزية والفرنسية والعربية،[11] تحت قيادة باتريك دراهي.[12] من خلال إطلاق آي 24 نيوز، كان هدف ميلول أن يظهر للعالم أن هناك مكانا للصحافة الجديدة من الديمقراطية الوحيدة في المنطقة. بالإضافة إلى ذلك، وظف ميلول مائة وستين صحفيًا، الكثير منهم ثنائيو اللغة من إسرائيل إلى جانب آخرين من دول مثل جنوب إفريقيا، وفرنسا، وبلجيكا، ومصر، والولايات المتحدة. [13]
بعد مرور عام على إطلاق i24NEWS ، يعلق ميلول على الأرقام المتفائلة للغاية للقناة: يطلع المشاهد على قناة i24NEWS لمدة ساعة واحدة في اليوم في المعدل، وهو رقم رائع. [14] وفقًا لتقرير استقصائي مثير للجدل لعام 2015 من قبل مجلة لو نوفيل أوبسرفاتور، فشلت قناة i24NEWS ، على الرغم من أنها تهدف إلى التنافس مع المذيعين ذوي الوزن الثقيل، في تحقيق النجاح المتوقع.
على مر السنين، كان هدف ميلول هو توسيع القناة الإخبارية الدولية كشبكة إعلامية عالمية. [15] تم إطلاق i24NEWS في الولايات المتحدة في عام 2017 وبدأ البث من تايمز سكوير في 13 شباط 2017 [16] من خلال مشغلي استمثال وSuddenlink [17]  و Mediacom وComcast [18] و Spectrum ، الذين يمثلون جمهورًا عالميًا من 15 مليون أسرة. [18] لطالما كان ميلول مقتنعًا بأن الجمهور الأمريكي مهتم بشدة بأخبار الشرق الأوسط وأكثر من ذلك بكثير، مما يفتح آفاق التنمية [19].
عين ميلول روبرت ويلوك (أي بي سي (توضيح) سابقًا) ديفيد شوستر (MSNBC سابقًا) ودان رافيف (سي بي إس سابقًا) كجزء من هذا الفريق الأمريكي الجديد. [20] في عام 2017، تم ترشيح القناة في فئة الأخبار من قبل الجوائز العالمية لجائزة إيمي الدولية [21]  وجوائز EutelSat TV Awards [22]
بعد أربع سنوات من إطلاق i24NEWS ، ناضل الرئيس التنفيذي لشبكة i24news ميلول من أجل بث القناة في إسرائيل. وفقًا للقانون الإسرائيلي، يمكن بث البرامج الإخبارية عبر الكابلات أو عبر الأقمار الصناعية، ولكن فقط من قبل منتج إخباري مستقل. وبالتالي، لا يمكن لمالكي وسيلة البث امتلاك وسائل الإعلام أيضًا. بالنسبة لميلول، كان هناك تناقض مفاده أن i24NEWS لم يتم بثه في إسرائيل، وكان هناك سوء فهم جوهري في هذا التصنيف، ومن المحتمل أن يكون مصدره هو حقيقة أن هذه القناة هجينة من نوع جديد لم تعرفه الصناعة قبلاً، فمن ناحية، يبث معظم الصحفيين من إسرائيل؛ ومن ناحية أخرى، يتم توجيه محتوى القناة إلى جمهور عالمي. الحال اليوم أن القناة وعلى نحو مثير للسخرية تبث إلى العديد من البلدان في جميع أنحاء العالم، وتصل إلى أكثر من مليار أسرة، والمكان الوحيد الذي لا يمكن لها أن تبث فيه هو إسرائيل. [23]
وافق التشريع الإسرائيلي أخيرًا على طلب ميلول في آيار 2017. يقول ميلول إنه شعر بالرضا المزدوج. أولاً، حظي مشروع القانون هذا بإجماع أعضاء الكنيست وحظي بتأييد كافة الأطياف السياسية. ثانيًا، أقر التشريع بمهنية القناة وتأثيرها على نطاق عالمي. [24]
قال عضو الكنيست نحمان شاي، المبادر للقانون، بمجرد إقرار القانون: «اليوم، قمنا بسد فجوة كانت بارزة بشكل خاص للمتحدثين بلغات أجنبية فيما يتعلق بالبث التلفزيوني الإسرائيلي، والذي يتعامل معظمه مع الشؤون الإسرائيلية. لقد أثبتت قناة i24NEWS على مر السنين أنها تلبي المعايير المهنية، وتخدم جمهورًا واسعًا خارج حدود إسرائيل والآن أيضًا داخل إسرائيل». [25]
في آب 2018، بدأت i24NEWS البث في إسرائيل على HOT ، باللغات الإنجليزية والفرنسية والعربية. [26] [27]
بعد اتفاقيات إبراهيم، قاد فرانك ميلول i24NEWS للتوقيع على العديد من مذكرات التفاهم [28] واتفاقيات الشراكة مع الشركات الرائدة في الإمارات العربية المتحدة. أصبحت i24NEWS أول قناة مقرها إسرائيل يتم بث برامجها في الإمارات العربية المتحدة عن طريق مشغلي كابل: اتصالات وكابل DU . . [29] في عام 2021، وكجزء من رؤية ميلول للتوسع في السوق الإماراتية، حصلت القناة على ترخيص بث من دولة الإمارات العربية المتحدة وأطلقت استوديوهاتها في دبي. [30] من خلال العمل مع 300 موظف حول العالم، تبث i24NEWS من استوديوهات في تل أبيب وباريس ونيويورك ولوس أنجلوس وواشنطن العاصمة ودبي إلى أكثر من مليار أسرة. [31]